# 타슬리마 나스린

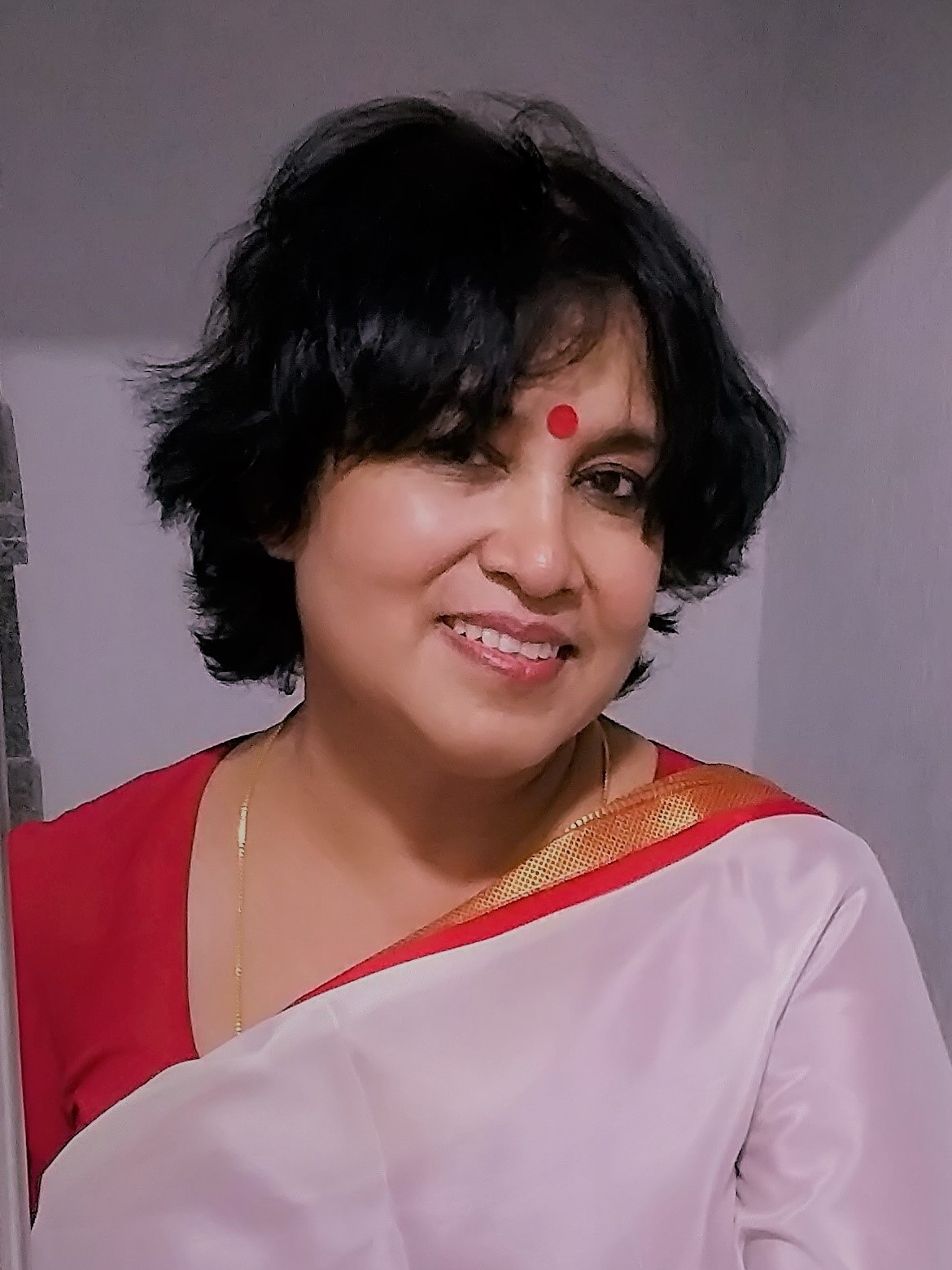
타슬리마 나스린

타슬리마 나스린(벵골어: তসলিমা নাসরিন, 1962년 8월 25일 ~ )은 방글라데시의 시인 겸 수필가이며 평론가 겸 소설가이다.
방글라데시 마이멘싱에서 무슬림 가문의 딸로 태어났지만 나중에 무신론으로 전향했다. 1979년에 시단 첫 등단한 그녀는 1970년대 말기부터 문학 활동을 시작했으며 1990년대 초반부터 국제 문학계의 주목을 받았다. 그녀의 1980년대 문학 성향에서도 이미 마하트마 간디와 라빈드라나트 타고르의 영향을 각각 받음이 두드러진 그녀는 여성주의의 관점에서 쓴 수필과 소설을 통해 이슬람교의 여성혐오 사상을 비판했다. 이 때문에 방글라데시의 이슬람주의 세력으로부터 공격의 대상이 되었고 해외에서 망명 생활을 하게 된다. 1994년에는 사하로프상을 수상했다.
1994년에서 2004년까지 유럽과 미국에 여러 차례 거주했으며 2004년에는 인도 영주권을 취득했다. 2005년에는 인도로 이주했지만 신변의 위협을 느끼면서 유럽으로 망명하게 된다. 2008년부터 2015년까지 스웨덴에 거주했고 2015년부터 현재까지 미국에 거주하고 있다.